# Chiarastella (Campanile)
Chiarastella è un romanzo umoristico di viaggi e avventure di Achille Campanile, pubblicato per la prima volta nel 1934.

## Trama
Il romanzo è suddiviso in 6 parti:

### Chiarastella fa il giro del mondo
Il narratore incontra nel deserto del Sahara il bizzarro esploratore Chiarastella, che subito gli chiede di nascondersi dietro una duna perché, se c'è lui, il deserto «non è più un deserto».
I due fanno subito amicizia e Chiarastella inizia a raccontare al nuovo amico alcuni episodi, personaggi e avventure della sua vita: l'orologio troppo bello che gli ha rovinato l'esistenza; il servizio notturno sui vagoni-letto (dove a tutte le stazioni gli addetti al servizio svegliano i viaggiatori per dar loro la buonanotte); l'ascensione del Monte Bianco con una guida al primo incarico che si fa guidare dal suo cliente; il pattinatore su ghiaccio troppo bravo che prende lezioni per imparare a cadere; l'inventore di paracaduti troppo perfezionati che anziché scendere lentamente a terra restano per sempre a mezz'aria; il torero che in una corrida a Siviglia non riesce in alcun modo ad attirare l'attenzione del toro; il transatlantico che si blocca di botto in mezzo all'oceano per evitare un moscerino.
I racconti di Chiarastella proseguono. In America, fa da punching-ball a un campione di pugilato. A New York è un vigile urbano alle prese con un portafogli vuoto e ritrova il fedele bastone da passeggio di malacca, dimenticato a teatro molto tempo prima, che gli fa un sacco di feste e fugge con lui. Su un cacciatorpediniere giapponese è invitato dal comandante a fare l'uomo-siluro, ma nel bel mezzo della missione ci ripensa e torna indietro, puntando la nave da cui è stato lanciato. In India fa il digiunatore di professione («Guadagnavo molto, ma morivo di fame lo stesso») e il fachiro incantatore di serpenti (ma un giorno, distrattamente, lascia per terra il flauto e suona il serpente). In un monastero buddhista conosce i monaci che per non avere pensieri sconvenienti finiscono per non pensare ad altro. Nel palazzo del principe Savha non riesce a soddisfare i desideri del mecenate che vorrebbe da lui poesie sui mille fiori preziosi del suo giardino. In Russia visita il villaggio «da cui tornano dopo quindici o venti anni i soldati creduti morti in guerra e che invece erano stati fatti prigionieri dai Russi». Rientrato in Italia, riceve a casa un dono del principe Savha: l'elefante Emir, che porta con sé nelle proprie attività quotidiane come un cagnolino.
Alla fine dei racconti, Chiarastella si avvede che il suo ascoltatore si è addormentato già dal primo racconto e gli racconta tutto un'altra volta (ma l'ascoltatore si addormenta di nuovo).

### Passeggiata per l'Africa
Il narratore e Chiarastella partecipano in Africa a una battuta di caccia al grillo. Chiarastella rammenta la storia d'amore con una ragazza di nome Barbarina nel Paese dove gli alberi, anziché foglie, producono fette di prosciutto. Digressione su un leone chiuso in una stanza con una pulce e assalito dal piccolo insetto. Disquisizioni filosofiche sulle formiche. I due esploratori incontrano nella foresta un rinoceronte pazzo che si crede una rondinella e cerca di svolazzare, poi un ippopotamo gentile che affiora ogni tanto dall'acqua solo per divertire i bambini del luogo. Di nuovo nel deserto, vi trovano un gelataio (dapprima scambiato per un miraggio) i cui affari vanno male in quanto «s'incontra poca gente».
Al calar della sera, in un accampamento, Chiarastella racconta al narratore altre avventure africane: la tribù dei feroci mangiatori di cappelli; la storia d'amore con la Regina Occhibelli, che lo nominò proprietario dell'Equatore; l'enorme palazzo in cui vivono e lavorano gli autori di tutte le canzoni sull'Africa e sul deserto (si era in tempi di imprese coloniali e andavano di moda in Italia le canzoni, quasi sempre a fondo razzista, sull'Africa e gli africani); gli elefanti volanti. Poi, dopo avere assistito alla cerimonia del "richiamo al grillo", Chiarastella e il narratore si salutano.

### I naufragi di Chiarastella
Chiarastella e il narratore si incontrano di nuovo, molto tempo dopo, su una nave, in viaggio l'uno per dimenticare e l'altro per ricordare. 
Chiarastella ne approfitta per raccontare le avventure e i luoghi dei suoi naufragi: l'Isola della Tartarughe Saltatrici; l'Isola dei Crostacei, dove le città sono abitate soltanto da colossali crostacei; l'Isola dei Fuochi di Bengala, i cui abitanti vivono solitari senza conoscersi fra loro, scrivono lunghissime lettere che non spediscono mai e passano le notti seduti sui prati a guardare i fuochi di Bengala; l'Isola del Cipresso, dove c'è soltanto «un cipresso e, vicina, la luna piena»; l'Isola degli Ombrelli, l'isoletta del Pacifico dove vanno a finire e vivono in piena libertà tutti gli ombrelli che la gente perde o dimentica da qualche parte (Chiarastella vi incontra un vecchio ombrello perduto tanti anni prima e adesso ridotto a chiedere l'elemosina); l'Isola dei Vecchi, una città-giardino dove vanno a finire i vecchi che da un giorno all'altro non vediamo più in giro per le strade delle nostre città; il Mare delle Paperelle di celluloide; l'Isola dei Grandi Bambini, i cui abitanti sono adulti e anziani che – essendovi naufragati, orfani, molto tempo prima – parlano ancora come bambini; l'Isola dei Baci, dove al posto delle monete si utilizzano i baci; l'isola i cui abitanti hanno fiori al posto dei capelli; la città che nessuno sa che esiste, che ignora a sua volta l'esistenza del resto del mondo e in cui c'è un solo disoccupato; la Città dei Celebri, dove tutti sono celebri e la gente nasce già celebre (Chiarastella, naufragatovi, diventa celebre in quanto è l'unico sconosciuto).
Alla fine del viaggio per mare e dei suoi racconti di naufragi, Chiarastella – che viaggiava per dimenticare – urla «Ho dimenticato!». Ma ha soltanto dimenticato la valigia sulla nave.

### Qua e là per il mondo
Chiarastella raggiunge il narratore a Singapore e gli racconta di Fida, la propria mosca da caccia. A Benares è ridotto a chiedere ai passanti, in strada, la carità di stare a sentire le sue storie. In un caffè del Cairo racconta del cronista mondano che per massimo rispetto della privacy usa soltanto le iniziali delle persone di cui parla e complicate equazioni matematiche per descriverne le azioni. A Roma racconta al narratore dell'isola in cui a teatro si paga non già per entrare ma per uscire (ciò che, grazie alla bruttezza degli spettacoli, ha risolto una volta per tutte la crisi del teatro). A Milano gli racconta dei Paesi dove si usano anguille e conchiglie al posto delle normali monete. A Lipsia assiste con lui alla partenza delle rondini.

### La notte di Natale
Dal suo castello, il narratore scrive a Chiarastella chiedendogli un racconto di Natale. Chiarastella non se lo fa dire due volte, sopraggiunge e racconta dell'amicizia con un'aragosta conosciuta sull'Isola dei Crostacei, che si sacrificò per lui buttandosi in pentola durante un pranzo importante in cui era venuto a mancare il pesce. Seguono altri racconti di pesci e crostacei: il viaggio in treno con un capitone che cercava di soffocare un altro viaggiatore; quello di un granchio che si divertiva a dare pizzicotti alle ragazze; i tentativi di un'aragosta di uscire dalle pentola in cui era stata gettata.
Chiarastella racconta poi di non dormire mai del tutto, non avendone il tempo, ma soltanto a pezzetti, ossia una parte del corpo per volta; predice la fine del caffè, che arriverà prima di quella dell'uomo; parla del Paese i cui abitanti festeggiano la notte di Capodanno restando in silenzio e pieni di tristezza per il tempo che non tornerà; e mostra in cielo, all'interlocutore, alcuni angeli.

### Morte di Chiarastella
Un telegramma annuncia al narratore che l'amico Chiarastella è in fin di vita. 
Il narratore accorre, ma Chiarastella è morto e gli racconta la propria morte: colpito da un incurabile attacco di nostalgia e avendo scoperto di aver perso conoscenza, si è messo a parlare in versi con accompagnamento di chitarre e con un notaio che prendeva appunti. Ha ricordato le donne della sua vita e i suoi viaggi, mentre al suo capezzale e poi al suo funerale accorrevano tutti coloro che ha conosciuto, dalla Regina Occhibelli al principe Savha e all'elefante Emir.
A questo punto Chiarastella chiude il proprio racconto poiché lo attende adesso un ultimo viaggio, più lungo degli altri.

## Genere e struttura
Chiarastella (1934) è un libro pressoché unico nella produzione di Campanile: più romanzo di avventure fantastiche e viaggi straordinari, tipo I viaggi di Gulliver di Swift, che romanzo umoristico in senso stretto, anche se non vi mancano trovate e momenti esilaranti. Insolita è anche la struttura: una serie di brevi racconti, digressioni, dialoghi, elzeviri, poesie, il tutto però unificato da un superiore sorriso umoristico non privo di malinconico pessimismo e dalla costruzione di un universo fantastico che sembra anticipare Gianni Rodari e, nel capitoli dei naufragi, l'Italo Calvino delle Città invisibili. Non mancano elementi d'avanguardia che rimandano al futurismo, come l'alternanza di narrazione in prima e in terza persona o le finte note (una delle quali si rivela un pesce d'aprile per il lettore) o le parti in versi; né pagine serie e malinconiche, quasi crepuscolari, come quelle sulla vecchiaia. Rocco Della Corte, nella sua introduzione all'edizione Rizzoli del 2022, lo definisce «uno dei più avventurosi e moderni romanzi» del suo autore, «una miniera sia di fatti che di idee avventurose, con personaggi che come in una jam session teatrale si rubano la scena per dire la loro e sparire»..
Tuttavia, nell'edizione del 2022, i vari racconti di Chiarastella sono staccati fra loro, divisi come fossero davvero novelle sciolte, ognuno con il suo titolo (utilizzando i sommari dei capitoli e paragrafi che nell'edizione originale costituivano l'indice), e questo spezza un poco l'unità del romanzo e ne limita l'aspetto più sperimentale.

## Edizioni
- Achille Campanile, Chiarastella, Milano / Verona, Mondadori, 1934.
- Achille Campanile, Chiarastella e Trac-Trac-Puf, Milano, Rizzoli, 2022.